# Servius Sulpicius Lemonia Rufus
Servius Sulpicius Lemonia Rufus (? – Kr. e. 43) római jogtudós.
Cicero barátja volt. Fiatal korában szónoklattal foglalkozott, Ciceróval együtt hallgatta Mollót Rodoszon. Később a jogtudományt kezdte művelni, nyilvános pályafutását Kr. e. 65-ben a praetori hivatalnál kezdte. Kr. e. 52-ben interrex, Kr. e. 51-ben (egy meghiúsult kísérlet után) consul lett. A polgárháború kitörése után Kr. e. 49-ben Campaniába ment Julius Caesar elől, hosszas ingadozás után (amiért Cicero erélyesen megdorgálta) csatlakozott Caesarhoz, aki Akhaia proconsulává tette. Caesar megölése után ismét ingadozott mindaddig, ameddig a senatus be nem választotta abba a küldöttségbe, amely Marcus Antoniushoz indult Mutinába, mielőtt azonban odaért volna, Kr. e. 43-ban váratlanul meghalt. Szónoki működése mellett igen fontosak jogtudományi munkái és tanításai, amelyekben a jogot igen magas szinten tárgyalta.